# Urphänomen

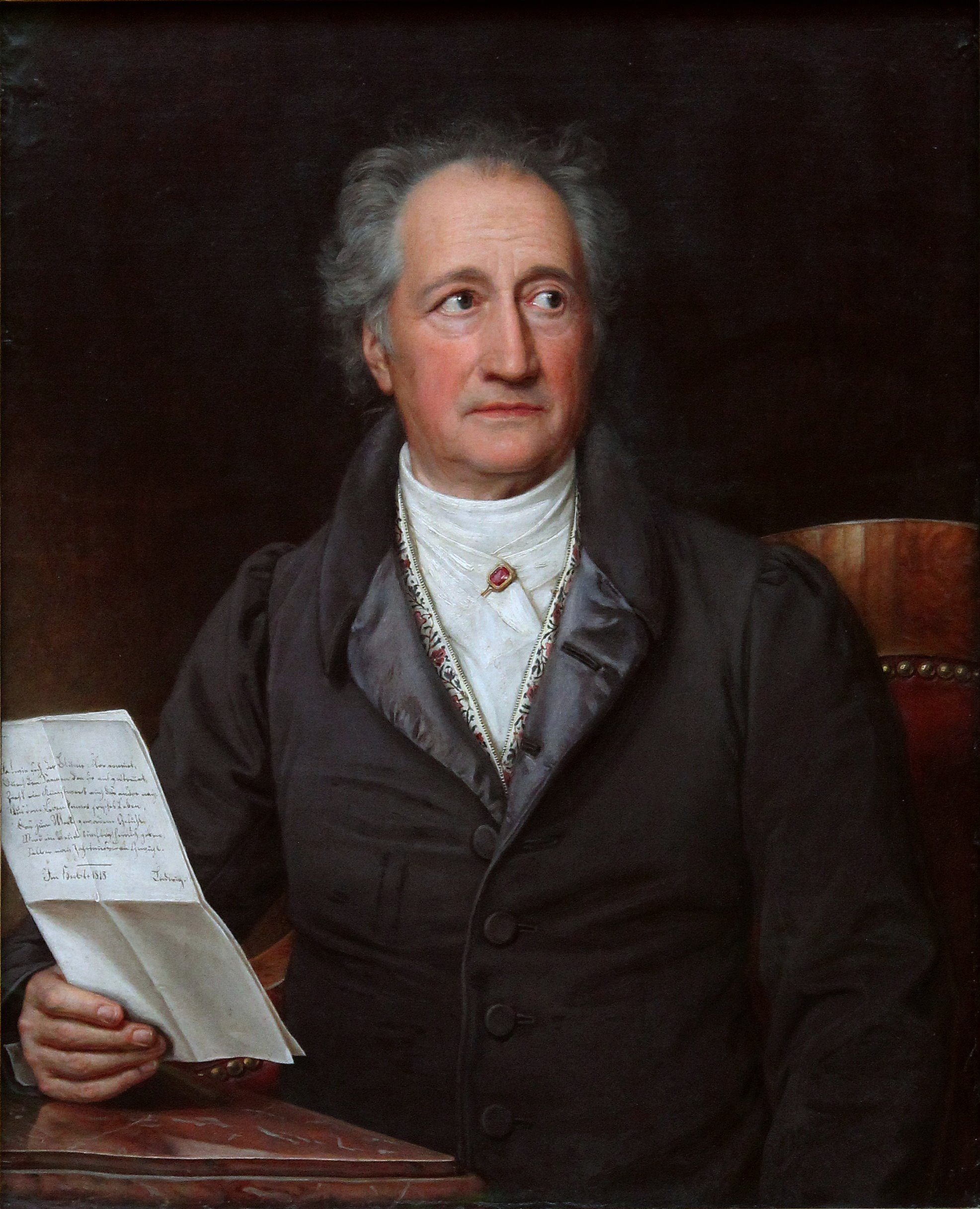
Johann Wolfgang von Goethe, Ölgemälde von Joseph Karl Stieler

Das Urphänomen ist ein Begriff, der von Johann Wolfgang von Goethe geprägt wurde und neben dem Terminus Urpflanze Teil seiner naturwissenschaftlichen Forschungen und Farbenlehre ist.
Während die Idee für Goethe das Absolute, Wahre und Göttliche ist, auf das alle Phänomene zurückzuführen sind, vermitteln die einzelnen Urphänomene die eine Idee zur Erscheinung.
Der Einzelne kann sie nicht durch abstrakte Spekulation erkennen, sondern nur, wenn er sich betrachtend versenkt, um das Wesen der Dinge zu schauen. Sie sind der letzte Grund, zu dem die Erfahrung gelangen kann und der sich nur als Geheimnis offenbart.

## Inhalt und Begriffsverwendung
Goethe verwendete den Begriff, der später von Philosophen wie Wilhelm Dilthey und Friedrich Nietzsche, Sergej Eisenstein, Martin Heidegger und Karl Jaspers aufgegriffen wurde, im Rahmen seiner Naturlehre nicht immer einheitlich. Gelegentlich sprach er von Haupterscheinung oder reinen Phänomenen.
In seinem 1798 verfassten Aufsatz Erfahrung und Wissenschaft differenzierte er bereits zwischen dem „reinen Phänomen“ und einzelnen Entitäten wie Licht, Luft und Witterung sowie der „Geistesstimmung“ des Beobachters. Wollte er sich an „die Individualität des Phänomens“ halten, wäre ein „Meer auszutrinken.“ Schließlich unterteilte er drei Stufen: Das „empirische“, „wissenschaftliche“ und „reine“ Phänomen, das „zuletzt als Resultat aller Erfahrung und Versuche“ dasteht. In diesem Bereich werde „nicht nach Ursachen gefragt, sondern nach Bedingungen, unter welchen die Phänomene erscheinen.“
Goethe unterschied nicht zwischen Phänomen auf der einen und Noumenon auf der anderen Seite: Erblickt man das Urphänomen, sieht man den eigentlichen Grund des Phänomens.
In Nr. 488 seines Alterswerks Maximen und Reflexionen gab er den Hinweis: „...Man suche nur nichts hinter den Phänomenen: sie selbst sind die Lehre.“
Eckermann gegenüber erklärte er das Erstaunen als „das Höchste, wozu der Mensch gelangen kann“. Setzt ihn „das Urphänomen in Erstaunen...so sei er zufrieden, ein Höheres kann es ihm nicht gewähren, und ein Weiteres soll er nicht dahinter suchen, hier ist die Grenze.“
Beispiele für einzelne Urphänomene sind Licht und Dunkelheit, aus denen alle farbigen oder grauen Bilder den Sinnen vermittelt werden, Eisen, Magnetismus, Elektrizität, das Urtier, von dem andere Tiere abstammen und die Urpolarität.
Im ersten Kapitel seiner Maximen und Reflexionen spricht sich diese pantheistische Weltsicht aus: „Wer die Natur als göttliches Organ leugnen will, der leugne nur gleich alle Offenbarung“ und „Die Natur verbirgt Gott! Aber nicht jedem!“
Etwas später nähert er sich dem Urphänomen mit den Adjektiven: „...ideal als das letzte Erkennbare, real als erkannt, symbolisch, weil es alle Fälle begreift, identisch mit allen Fällen.“:
„Vor den Urphänomenen, wenn sie unseren Sinnen enthüllt erscheinen, fühlen wir eine Art von Scheu, bis zur Angst..Wenn ich mich beim Urphänomen zuletzt beruhige, so ist es doch auch nur Resignation; aber es bleib ein großer Unterschied, ob ich mich an den Grenzen der Menschheit resigniere oder innerhalb einer hypothetischen Beschränktheit meines bornierten individuums.“

## Entwicklung des Begriffs

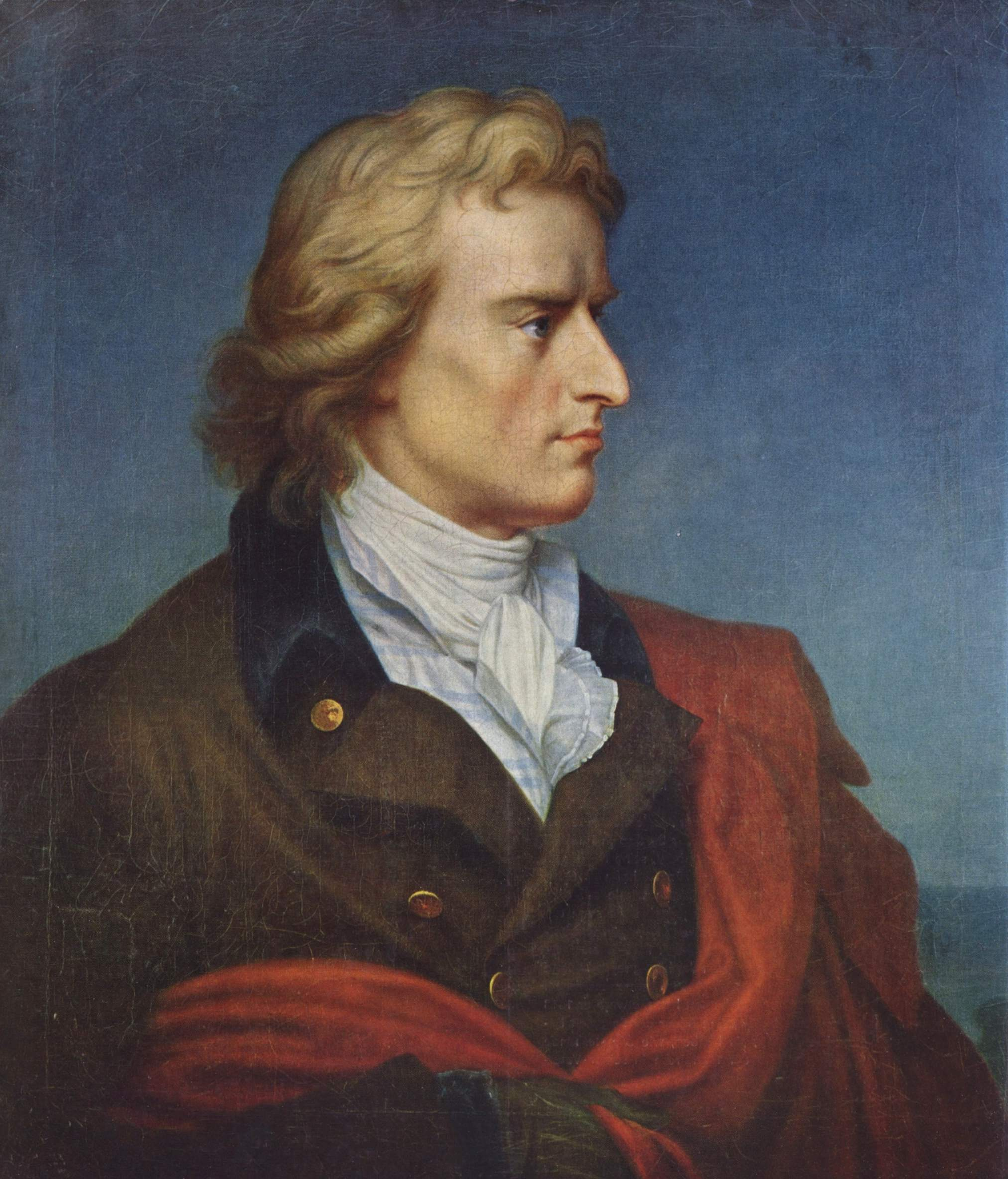
Friedrich Schiller (1759–1805), postumes Porträt von Gerhard von Kügelgen von 1808/09

Das Urphänomen sollte die Wesenszusammenhänge der Welt in reiner Form anschaulich machen und war für Goethe die äußerste Grenze menschlicher Erkenntnis.
Diese Auffassung reflektierte die Transzendentalphilosophie Immanuel Kants, mit der er über Friedrich Schiller in Berührung gekommen war. Im Gegensatz zu Kants subjektzentriertem Ansatz (Kategorien und Formen der Anschauung) hob er die objektive Seite der Phänomene stärker hervor.
Am 20. Juli 1794 war es zu dem literaturgeschichtlich wohl bedeutendsten Gespräch zwischen ihm und Schiller in Jena gekommen, eine Begegnung, die den Bund zwischen beiden besiegelte und von Goethe in seinen autobiographischen Einzelheiten 1817 Glückliches Ereignis genannt wurde. Goethe schildert hier nicht nur, wie es zu dem Treffen kam, sondern gibt das Gespräch in wichtigen Einzelheiten wieder: „Wir gelangten zu seinem Hause, das Gespräch lockte mich hinein; da trug ich die Metamorphose der Pflanzen lebhaft vor und ließ, mit manchen charakteristischen Federstrichen, eine symbolische Pflanze vor seinen Augen entstehen. Er vernahm und schaute das alles mit großer Teilnahme, mit entschiedener Fassungskraft; als ich aber geendet, schüttelte er den Kopf und sagte: 'Das ist keine Erfahrung, das ist eine Idee'. Ich stutzte, verdrießlich einigermaßen; denn der Punkt, der uns trennte, war dadurch aufs strengste bezeichnet. Die Behauptung aus Anmut und Würde fiel mir wieder ein, der alte Groll wollte sich regen; ich nahm mich aber zusammen und versetzte: ‚Das kann mir sehr lieb sein, daß ich Ideen habe, ohne es zu wissen, und sie sogar mit Augen sehe.‘“

## Hintergrund und Interpretationen

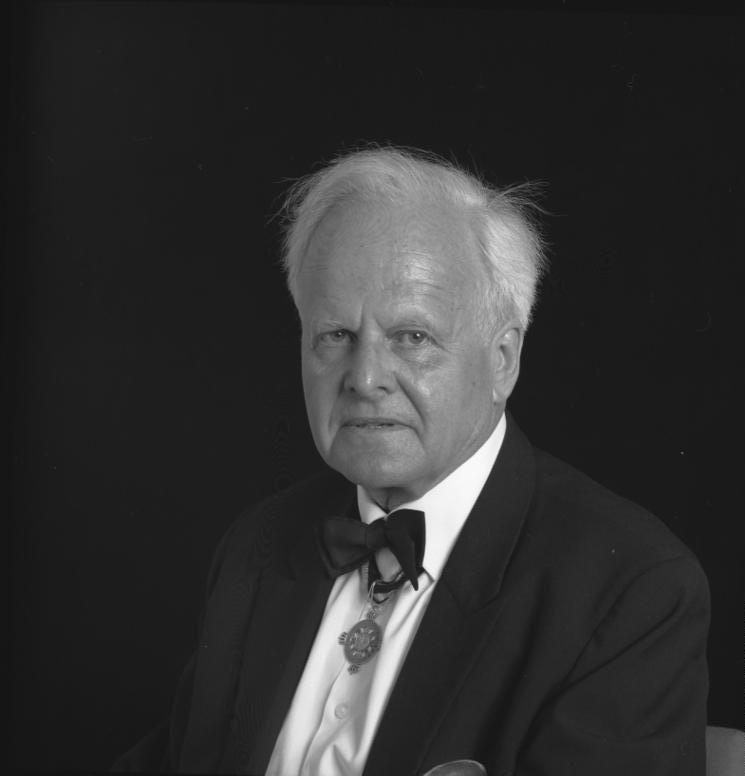
Carl Friedrich von Weizsäcker, 1982

Das Spätwerk Goethes wird von Altersfrömmigkeit und Ehrfurcht vor dem Unerforschlichen geprägt. Das Wahre ist ihm das Alte: „Alles Gescheite ist bereits gedacht worden, man muß nur versuchen, es noch einmal zu denken.“
John Erpenbeck weist auf die Zweideutigkeit des Begriffs hin. Einerseits bezieht sich der Terminus auf ein konstruiertes Phänomen, von dem aus andere, komplexere herzuleiten sind, andererseits auf eine reale Urform, aus der sich weitere biologische Formen entwickelten. Da beide Bedeutungen in Goethes Werk ineinander übergehen, erzeugen sie, so Erpenbeck, einen Schwebezustand, der sich in den unterschiedlichen Zeugnissen der Italienischen Reise finden lässt, wo Goethe sich eingehend mit der Urpflanze beschäftigte. Mit ihr glaubte Goethe ein Modell und Schlüssel ausgemacht zu haben, mit dem sich Pflanzen „ins Unendliche erfinden“ ließen, letztlich ein Gesetz, das sich auf alles andere anwenden lasse. In seiner Farbenlehre baute er diese Gedanken weiter aus, um einen Weg zur abschließenden Naturerkenntnis in ihren vielfältigen Erscheinungsformen zu zeigen.
Nach Auffassung Carl Friedrich von Weizsäckers prägte Goethe mit dem Urphämomen einen Begriff, der dem Cartesischen Modell widersprach. Als Erscheinungen waren sie zweitrangig, zeigten sie sich doch einem Subjekt, das bereits mit dem Objekt verbunden war, wenn das Phänomen sich ereignete.
Der Dichter und Denker Goethe wollte seine Naturauffassung als Wissenschaft in die objektive Naturerkenntnis der Neuzeit integrieren. Während es ihm hinsichtlich der subjektiven Farben, Vorarbeiten zur Abstammungstheorie und der Entdeckung des Zwischenkieferknochens gelang, irrte er an den Stellen seiner Farbenlehre, an denen er Newton widersprechen wollte.
Für Weizsäcker irrte er indes, „weil er irren wollte.“
Mit seiner speziellen Naturbetrachtung versuchte er, der neuzeitlichen, zergliedernden Wissenschaft eine „ganzheitliche“ Betrachtung entgegenzusetzen. Wird die platonische Idee in der Naturwissenschaft zum Allgemeinbegriff, so bei Goethe zur Gestalt.
Weizsäcker ordnet diesen Glauben als Vertrauen in das Wunder der „göttlichen Natur“ ein, die kritisch zu hinterfragen der „unerforschlichen Herrlichkeit“ der Urphänomene widersprechen würde. So ist das Urphänomen der letzte, nicht mehr ableitbare Grund, der als „erscheinende Idee“ verstanden werden kann.